# Hasely Crawford
Hasely Crawford (* 16. srpna 1950 San Fernando, Trinidad a Tobago) je bývalý trinidadský sprinter. Je první sportovec z Trinidadu, který vyhrál olympijské hry. Na jeho počest byl národní stadion v Port of Spain, hlavním městě Trinidadu, přejmenován na Hasely Crawford Stadium.

## Osobní rekordy
- 100 m 10,06 s ( LOH 1976, Montreal)

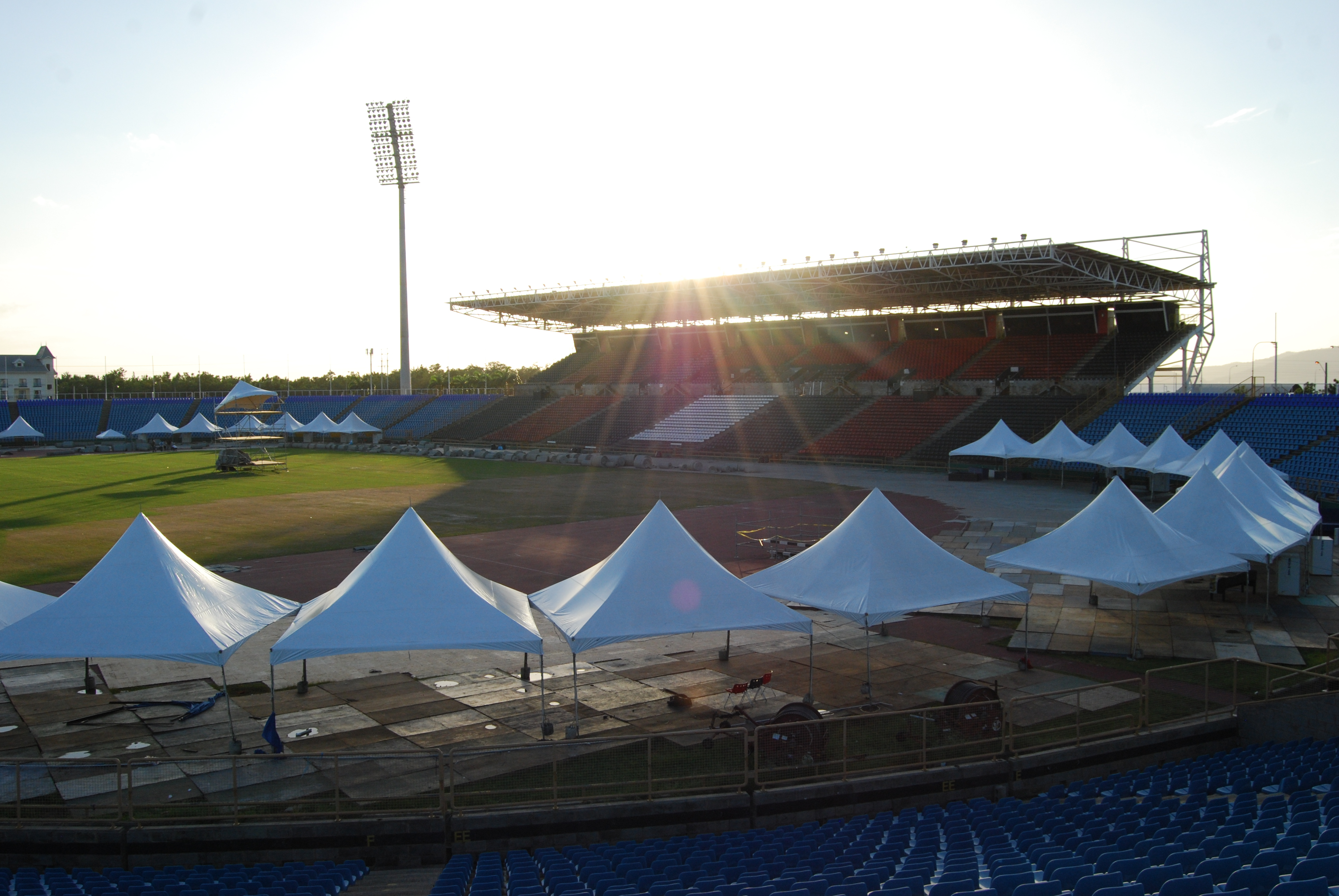
Stadion pojmenovaný po Hasely Crawfordovi

- 200 m 20,2 s ( Laapenranta)

## Sportovní úspěchy

### Olympijské hry
| Olympiáda     | Datum             | Disciplína | Výsledek                   |
| ------------- | ----------------- | ---------- | -------------------------- |
| Mnichov 1972  | 31. srpen 1972    | 100 m      | nedoběhl do cíle ve finále |
| Montreal 1976 | 24. červenec 1976 | 100 m      | 1. místo                   |

### Hry Commonwealthu
- 1970, Edinburgh – 3. (100 m)
- 1978, Edmonton – 3. (100 m)

### Panamerické hry
- 1975, Mexico City – 2. (100 m)